# Эглстон, Уильям
Уильям Эглстон (англ. William Eggleston; род. 27 июля 1939, Мемфис, Теннесси) — современный американский фотограф, основоположник цветной художественной фотографии, один из представителей документальной фотографии.

## Жизнь и творчество
У. Эглстон родился в богатой плантаторской семье на американском Юге. Фотографировать начал в 10-летнем возрасте. Образование получил в университете Вандербильта и в университете штата Миссисипи. Уже в эти годы всё своё свободное время посвящал фотографии. С конца 50-х годов работал фотографом в южных штатах и в столице США — Вашингтоне. В 1959 году посетил выставки фотографов Анри Картье-Брессона, Роберта Франка, Уокера Эванса, творчество которых оказало большое влияние на молодого фотографа.
Переехав в Нью-Йорк, У. Эглстон познакомился с такими известными фотохудожниками, как Диана Арбюс и Гарри Виногранд, а в 1971 году — с Джоном Шарковски который, будучи тогда куратором нью-йоркского Музея современного искусства, помог организовать в нём в 1976 году персональную выставку фотографий У. Эглстона — Photographics by William Egglestone, сделавшую того знаменитым. Несмотря на то, что профессиональные критики встретили экспозицию в штыки, она явилась вехой в развитии современной фотографии, так как на ней впервые представляется зрителям цветное художественное фотоискусство. С 1976 года У. Эглстон носит почётный титул «Отец цветной фотографии». Одновременно с этой выставкой мастер издал альбом Wiiliam Egglestone Guide, давно ставший раритетным. К ученикам У. Эглстона можно отнести таких выдающихся художников современного фото- и киноскусства, как Андреас Гурский, София Коппола, Дэвид Линч, Юрген Теллер.
В конце 1970-х — начале 1980-х годов Эглстон много ездил по всему свету и снимал — в Китае, Испании, ЮАР, Кении, Англии, Ямайке. В 1983 году сделал для туристического издания альбом фотографий Грейсленда. Важнейшей своей работой мастер считает вышедшую в 1976 году William Egglstone Guide.
У. Эглстон является лауреатом многочисленных международных и национальных премий по фотоискусству. Его работы хранятся в собраниях крупнейших мировых музеев и коллекций.

## Избранные выставки
- 1975 — Карпентер-Центр, Гарвардский университет, Кембридж (США)
- 1976 — Музей современного искусства, Нью-Йорк
- 1983 — Музей Виктории и Альберта, Лондон
- 1989 — Новоорлеанский художественный музей
- 1998 — Вестфальский союз художников, Мюнстер
- 2003 — музей Людвиг, Кёльн
- 2004 — Сан-Францискский музей современного искусства
- 2008 — Музей американского искусства Уитни, Нью-Йорк
- 2009 — Дом Искусств, Мюнхен.